# Janet Thornton

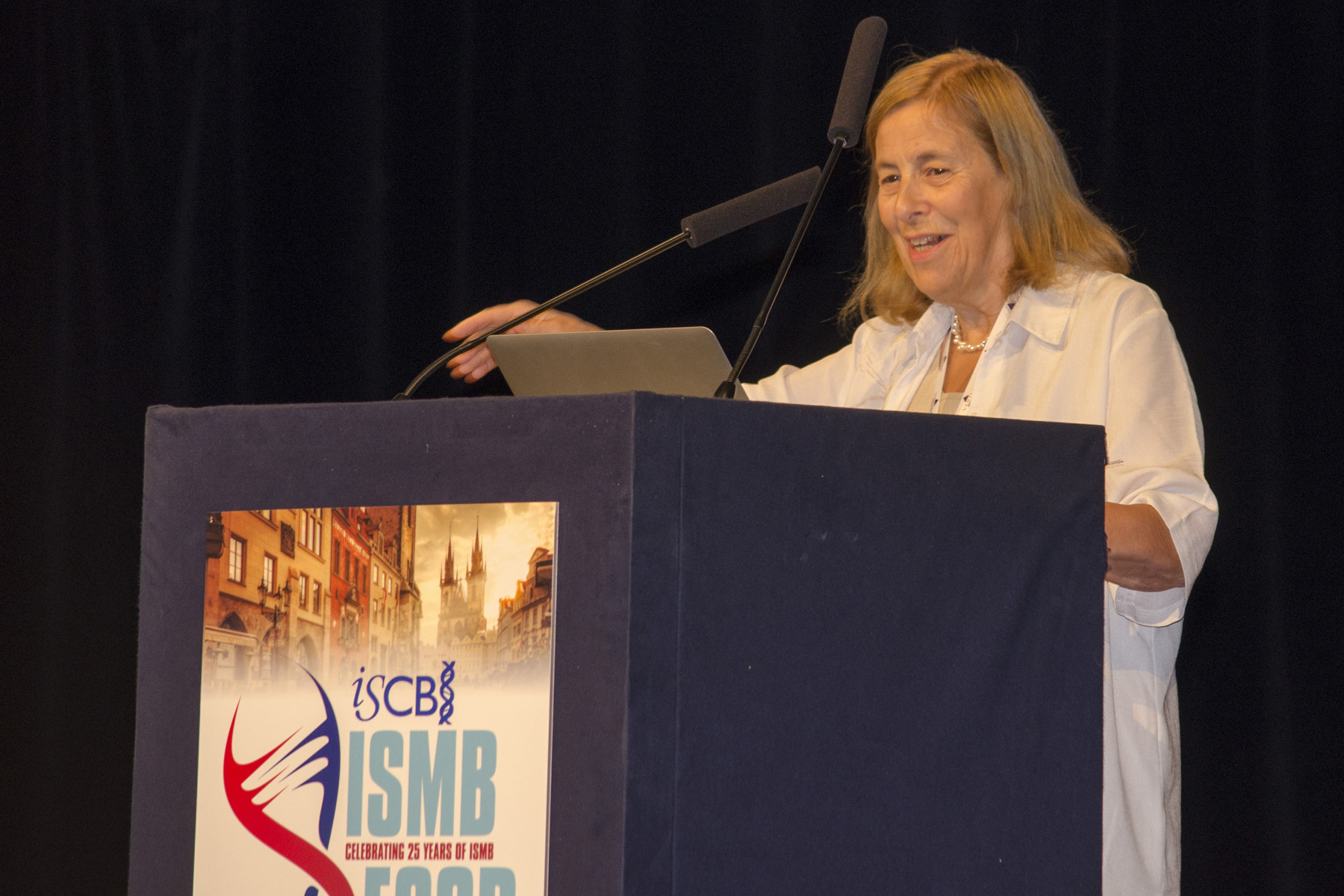
Janet Thornton (2017)

Dame Janet Maureen Thornton DBE, (* 23. Mai 1949) ist eine britische Bioinformatikerin. Sie gehört zu den Pionieren der strukturellen Bioinformatik.

## Leben
Janet Thornton studierte Physik an der University of Nottingham, ging anschließend an das National Institute for Medical Research (NIMR)  in London und begann dort ihre Karriere in der biologischen Forschung mit der Untersuchung von Dinukleotiden. Neben ihrer Promotion am NIMR erwarb sie einen Master-Grad in Biophysik am King’s College London. Um ihre Computerkenntnisse im Hinblick auf die Auswertung experimenteller Daten zu vertiefen, wechselte sie nach ihrer Promotion 1973 als Research Assistant an das Laboratory of Molecular Biophysics der University of Oxford, das von David C. Phillips geleitet wurde. In Oxford begann sie mit ihren Arbeiten auf dem seinerzeit neuen Gebiet der Bioinformatik. 1979 verließ sie Oxford und ging an das Birkbeck College, um dort ihre Arbeit zu den Struktur-Eigenschaftsbeziehungen von Proteinen unter Anwendung spezieller Computerprogramme und Nutzung großer Datenbanken fortzusetzen. Ab 1983 war sie Lecturer am Birkbeck College. 1990 wurde sie Professorin am University College London. Ab 1994 war sie gleichzeitig am Birkbeck College und am University College London in verschiedenen leitenden Positionen bis 2001 tätig. Von Oktober 2001 bis Juni 2015 war sie Direktorin des European Bioinformatics Institute (EBI) des European Molecular Biology Laboratory (EMBL). Das EBI ist zusammen mit dem Sanger Institute auf dem Gelände des Wellcome Trust Genome Campus in Hinxton nahe Cambridge angesiedelt. Seit Juli 2015 leitet sie eine Forschungsgruppe des EBI.
Die Arbeiten von Janet Thornton haben wesentlich dazu beigetragen, das Verständnis der dreidimensionalen Struktur und der Funktion von Proteinen mit Hilfe computergestützter Methoden zu vertiefen. Die von ihr und ihren Mitarbeitern entwickelten Werkzeuge und Techniken ermöglichen die Analyse biologischer Daten und besitzen das Potential, großen Einfluss auf die Diagnose und Behandlung von Krankheiten zu nehmen.

## Ehrungen und Preise
- 1999 Fellow der Royal Society
- 2000 Hans Neurath Award
- 2001 Mitglied der European Molecular Biology Organization
- 2001 Commander of the Order of the British Empire (CBE)
- 2003 Auswärtiges Mitglied (Foreign Associate) der National Academy of Sciences
- 2009 Dorothy Crowfoot Hodgkin Award
- 2012 Dame Commander of the Order of the British Empire (DBE)
- 2014 Mitglied der Academia Europaea[1]